# James P. Hogan
James Patrick Hogan (ur. 27 czerwca 1941 w Londynie, zm. 12 lipca 2010 w Irlandii) – angielski pisarz science fiction.
Hogan ukończył studia inżynierskie ze specjalnością elektronika. Kilka lat pracował w przemyśle komputerowym. Jako autor SF zadebiutował w 1977 roku powieścią Inherit the Stars. W tym samym roku przeniósł się do USA. Pracował w firmie DEC. W roku 1978 wydał dwie kolejne powieści: The Genesis Machine oraz The Gentle Giants of Ganymede. Zachęcony sukcesem porzucił pracę zawodową i oddał się całkowicie pisarstwu. Kolejne powieści to: The Two Faces of Tomorrow (1979), Thrice Upon a Time (1980), Voyage from Yesteryear (1982). Ta ostatnia ukazała się w polskim tłumaczeniu jako Najazd z przeszłości. Drukował ją w odcinkach miesięcznik "Fantastyka".

### CyklGiganci
- Gwiezdne dziedzictwo (Inherit the Stars, 1977)
- Powrót Gigantów (The Gentle Giants of Ganymede, 1978)
- Gwiazda Gigantów (Giants' Star, 1981)
- Entoverse (1991)
- Mission to Minerva (2005)

### CyklCode of the Lifemaker
- Code of the Lifemaker (1983)
- The Immortality Option (1995)

### CyklCradle of Saturn
- Cradle of Saturn (1999)
- The Anguished Dawn (2003)

### Inne powieści
- The Genesis Machine (1978)
- The Two Faces of Tomorrow (1979)
- Thrice Upon a Time (1980)
- Najazd z przeszłości (Voyage from Yesteryear, 1982, Nagroda Prometeusza 1983)
- Operacja "Proteusz" (The Proteus Operation, 1985)
- Endgame Enigma (1987)
- The Mirror Maze (1989)
- The Infinity Gambit (1991)
- The Multiplex Man (1992, Nagroda Prometeusza 1993)
- Out of Time (1993)
- Przerwa w czasie rzeczywistym (Realtime Interrupt, 1995)
- Paths to Otherwhere (1996)
- Bug Park (1997)
- Star Child (1998)
- Outward Bound (1999)
- The Legend that was Earth (2000)
- Martian Knightlife (2001)
- Echoes of an Alien Sky (2007)
- Moon Flower (2008)
- Migration (2010)

### Zbiory opowiadań
- Minds, Machines & Evolution (1988)
- Rockets, Redheads & Revolution (1999)
- Catastrophes, Chaos & Convolutions (2005)

### Książki popularnonaukowe
- Mind Matters - Exploring the World of Artificial Intelligence (1997)
- Kicking the Sacred Cow (2004)